# Störschall
Störschall ist die Bezeichnung für ein Geräusch, das eine gewollte Schallaufnahme oder die Wahrnehmung eines Schallereignisses, z. B. eines Musikvortrags, stört. Störschall kann z. B. Baustellenlärm oder Verkehrslärm sein, der den Nutzschall (z. B. Musik oder ein Gespräch) beeinträchtigt, oder in der Messtechnik oder Tontechnik ein nicht erwünschter Schall, der das Aufzeichnungsergebnis wesentlich beeinträchtigt. 
Psychoakustisch wird das Verhältnis zwischen Nutzschall und Störschall durch den Artikulationsindex oder den Sprachverständlichkeitsindex beschrieben, die Maße für die akustische Qualität der sprachlichen Kommunikation darstellen. 
Bei extremem Störschall haben selbst Normalhörende oft Mühe, die Stimmen der Gesprächspartner herauszuhören und zu verstehen, was diese ihnen mitteilen wollen. Ist der Störschallpegel um 6 dB lauter als das gesprochene Wort, so hören auch Personen mit gutem Hörvermögen nur noch etwa 40 Prozent der gesprochenen Wörter und müssen sich den Rest der Botschaft zusammenreimen oder nachfragen. Menschen mit Hörverlusten verstehen in solchen Situationen oft überhaupt nichts mehr. Selbst Träger von Hörsystemen sind hier stark benachteiligt, da die meisten technischen Hörhilfen nur bedingt zwischen Störschall und Nutzschall unterscheiden können.
Störschall kann durch geräuschreduzierende Kopfhörer vermindert werden.